# Aphyle flavicolor
Aphyle flavicolor là một loài bướm đêm thuộc phân họ Arctiinae, họ Erebidae.